# 살인
| |
| 형법 刑法 |
| 형법학 · 범죄 · 형벌 죄형법정주의 |
| 범죄론 |
| 구성요건 · 실행행위 · 부작위범 간접정범 · 미수범 · 기수범 · 중지범 불능범 · 상당인과관계 고의 · 고의범 · 착오 과실 · 과실범 공범 · 정범 · 공동정범 공모공동정범 · 교사범 · 방조범 |
| 항변 |
| 위법성조각사유 · 위법성 · 책임 · 책임주의 책임능력 · 심신상실 · 심신미약 · 정당행위 · 정당방위 · 긴급피난 · 오상방위 · 과잉방위 · 강요된 행위                                     |
| 죄수 |
| 상상적 경합 · 연속범 · 병합죄 |
| 형벌론 |
| 사형 · 징역 · 금고 벌금 · 구류 · 과료 · 몰수 법정형 · 처단형 · 선고형 자수 · 작량감경 · 집행유예                                                                                  |
| 대인범죄 |
| 보통살인죄 · 존속살해죄 · 자살교사·방조죄 |
| 촉탁승낙살인죄 · 영아살해죄 · 낙태죄 |
| 상관살해죄 |
| 폭행죄 · 상해치사죄 · 절도죄 |
| 성범죄 · 성매매알선 · 강간죄 |
| 유괴 · 과실치사상죄 · |
| 대물범죄 |
| 손괴죄 · 방화죄 |
| 절도죄 · 강도죄 · 사기죄 |
| 사법절차 방해죄 |
| 공무집행방해죄 · 뇌물죄 |
| 위증죄 · 배임죄 |
| 미완의 범죄 |
| 시도 · 모의 · 공모 |
| 형법적 항변 |
| 자동증, 음주 & 착오 |
| 정신 이상 · 한정책임능력 |
| 강박 · 필요 |
| 도발 · 정당방위 |
| 다른 7법 영역 |
| 헌법 · 민법 · 형법 |
| 민사소송법 · 형사소송법 · 행정법 |
| 포털: 법 · 법철학 · 형사정책 |
| v • d • e • h |

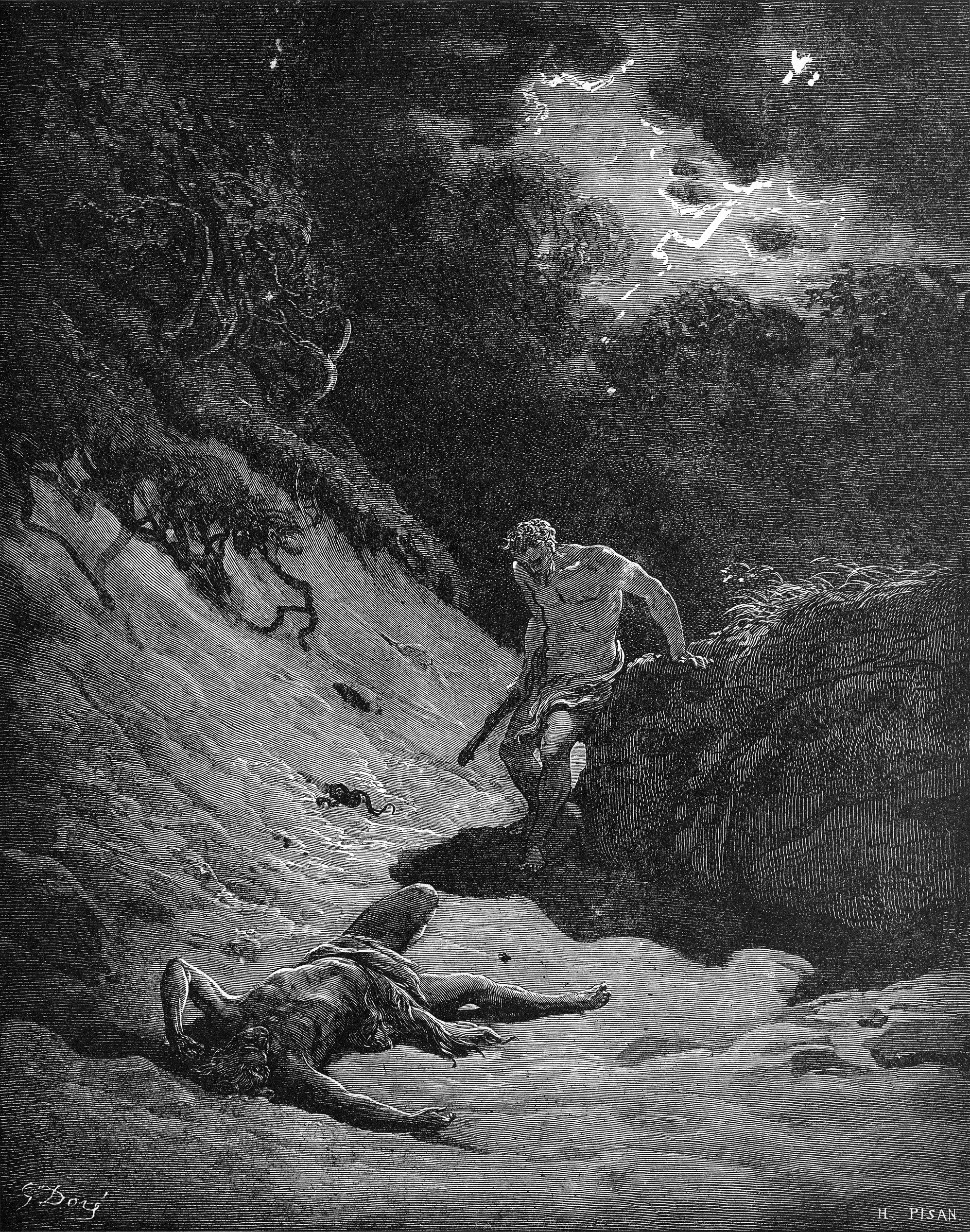
아벨을 살해한 카인

살인(殺人, 영어: Homicide)은 다른 사람의 목숨을 빼앗는 행위를 말한다. 고의적인 살인은 몰살이라고 한다. 고의가 없는 과실치사상죄와는 구분한다. 살인에 대한 처벌은 국가에 따라서는 사형도 행해진다.

## 법률 관계

### 3분법
고대 로마시민법 이래 오늘날의 대부분의 국가에서는 사람을 죽인 범죄를 모살(murder), 고살(manslaughter 또는 voluntary manslaughter), 과실치사(Involuntary manslaughter)의 세 가지로 나눈다. 과실치사죄는 살인고의가 없는 경우이고, 모살과 고살은 살인고의가 있는 경우이다. 모살은 사형 또는 종신형이 선고되며, 고살은 유기징역형이 선고된다. 
역사책인 《떡국역차》(김형우 외, 늘민)에 의하면, 고려와 조선도 형법에 나오는 죄만 처벌할 수 있는 죄형법정주의가 원칙인 법치주의 국가이다. 
조선시대에도 살인사건을 고대 로마시민법처럼 모살, 고살, 과실치사로 나누어 처벌하여, 죄의 정도에 따라 형법으로써 처벌하였으며, 《무원록》, 《수주무원록》을 언해(한글로 번역함)를 한 《수주무원록언해》(실제 국어사 공부를 하는 분들도 한글로 기록한 법의학 서적이기 때문에, 국어사 수업시간에 배우는 책이다.)와 같은 법의학 서적에 근거한 법의학 이론으로써 살인사건 피해자의 시신을 부검을 하여 인체그림에 부검사실을 기록하는 공문서에 부검사실을 기록함으로써 억울한 백성이 없도록 노력하였다.
그러나 대한민국 형법에서는 모살과 고살의 구별을 하지 않으며, 단일한 살인죄로 처벌하여, 모살도 감옥에 단 하루도 가지 않는 불구속 재판에 집행유예를 받을 수 있고, 고살인 경우에도 구속 재판에 사형을 받을 수 있다. 오랜 로마법 전통이래 오늘날 전 세계 대부분이 모살과 고살을 구별하는데 비해서, 너무 판사의 재량이 넓다는 비판이 있다.

### 대한민국
대한민국의 경우, 살인에 관한 죄는 형법 250~256조에 규정되어 있다. 이 죄는 방법/모의 여부를 구분하지 않으며, 수단/방법도 구분하지 않는다. 살인죄는 사형, 무기 또는 5년 이상의 징역에 해당하며, 존속살해죄는 사형, 무기 또는 7년 이상의 징역이다. 
영아살인죄는 10년 이하의 징역에 해당하고, 사람의 촉탁이나 승낙을 받고 그를 살해하는 경우 1년 이상 10년 이하의 징역이다. 미수범도 처벌된다. 이 죄를 지었을 때 판결의 특징은 선고 범위가 넓다는 것이다.
촉탁·승낙에 의한 살인죄(252조 1항):남의 부탁이나 승낙을 받아 그 사람을 죽임으로써 성립한다. 처벌은 1년 이상 10년 이하의 징역이다. 또, 10년 이하의 자격정지를 병과할 수 있고, 미수범도 처벌한다. 피해자의 동의가 있었다는 점에서 보통살인죄보다 형을 경감한 것이다.
자살교사·방조죄(252조 2항):자살관여죄라고도 하며, 사람을 교사 또는 방조하여 그를 자살하게 함으로써 성립한다. 처벌은 촉탁·승낙에 의한 살인죄 경우와 같고, 미수범도 처벌한다. 교사는 자살의 뜻이 없는 자에게 자살을 결의하게 하는 것이고, 방조는 자살을 결의한 자의 자살행위를 쉽게 하는 일이다. 위계(僞計) 및 위력에 의한 살인죄(253조):위의 촉탁·승낙에 의한 살인죄 또는 
자살교사·방조죄의 죄를 범함에 있어 위계나 위력을 사용함으로써 성립한다. 정사(情死)할 듯이 가장하여 상대방을 자살하게 하거나, 권세를 이용하여 죽여 달라는 승낙을 받는 경우 등이다. 처벌은 보통살인죄의 경우와 같으며, 미수범도 처벌한다.  
살인예비·음모죄(255조):보통살인죄, 존속살해죄, 위계·위력에 의한 살인죄 등을 범할 목적으로 예비 또는 음모를 함으로써 성립한다. 10년 이하의 징역에 처한다.

## 판례

### 고의
사람을 살해할 목적으로 총을 발사한 이상 그것이 행위자가 인식했으나 목적하지 아니한 다른 사람에게 명중되어 사망의 결과가 발생하였더라도 사망한 자에 대한 살인죄의 고의가 인정된다.
살해의 의도로 행한 구타 행위에 의하여 피해자가 직접 사망한 것이 아니라 죄적을 인멸할 목적으로 행한 매장행위에 의하여 사망하게 되었다 하더라도 피해자의 살해라는 처음에 예견된 사실이 결국은 실현된 것이라면 살인죄의 고의가 인정된다.

### 사람의 시기
- 제왕절개 수술의 경우 ‘의학적으로 제왕절개 수술이 가능하였고 규범적으로 수술이 필요하였던 시기(時期)’는 판단하는 사람 및 상황에 따라 다를 수 있어, 분만개시 시점 즉, 사람의 시기(始期)도 불명확하게 되므로 이 시점을 분만의 시기(始期)로 볼 수는 없다[3]
- 피고인이 7세 남짓된 어린자식에 대하여 함께 죽자고 권유하여 물속에 따라 들어오게 하여 결국 익사하게 하였다면 비록 피해자를 물속에 직접 밀어서 빠뜨리지는 않았다고 하더라도 자살의 의미를 이해할 능력이 없고 피고인의 말이라면 무엇이나 복종하는 어린자식을 권유하여 익사하게 한 이상 살인죄가 성립한다.[4]

### 사체방치 및 사체은닉죄
- 사람을 살해한 자가 그 살해의 목적을 수행함에 있어 사후 사체의 발견이 불가능 또는 심히 곤란하게 하려는 의사로 인적이 드문 장소로 피해자를 유인하거나 실신한 피해자를 끌고가서 그곳에서 살해하고 사체를 그대로 둔채 도주한 경우에는 비록 결과적으로 사체의 발견이 현저하게 곤란을 받게 되는 사정이 있다 하더라도 별도로 사체은닉죄가 성립되지 아니한다.[5]

### 살인미수죄

##### 판례
- 일정량 이상을 먹으면 사람이 죽을 수도 있는 '초우뿌리'나 '부자' 달인 물을 마시게 하여 피해자를 살해하려다 미수에 그친 행위가 불능범이 아닌 살인미수죄에 해당한다.[6]

## 같이 보기
- 대한민국 형법 제250조 보통살인죄
- 대한민국 형법 제251조 영아살해죄
- 대한민국 형법 제252조 촉탁, 승낙살인죄, 자살교사, 방조죄
- 대한민국 형법 제253조 위계 등에 의한 촉탁살인 등
- 대한민국 형법 제254조 미수범 처벌규정
- 대한민국 형법 제255조 예비, 음모 처벌규정
- 특정범죄가중처벌등에관한법률
- 특정강력범죄의 처벌에 관한 특례법
- 엽기 살인
- 과실치사상죄
- 맨슬로터